# Namibiocossus
Namibiocossus is een geslacht van vlinders uit de familie van de Houtboorders (Cossidae). De wetenschappelijke naam en de beschrijving van dit geslacht zijn voor het eerst gepubliceerd in 2015 door Wofram Mey.

## Entymologie
De naam Namibiocossus is afkomstig van Namib (een woestijn), βιόω (leven in) en cossus. Dit betekent dus "de cossus die leeft in de Namib".

## Verspreiding
De soorten van dit geslacht komen voor in Angola, Namibië en Zuid-Afrika.

## Soorten
- Namibiocossus gaerdesi (Daniel, 1956)
- Namibiocossus punctifera (Gaede, 1930)
- Namibiocossus uhligorum Mey, 2015